# 堀内貞
堀内 貞（ほりうち さだ、1888年（明治21年） - 没年不詳）は、日本の建築技師。
1910年（明治43年）、東京高等工業学校卒業後、三越呉服店意匠係となる。のち、工手学校に入学、1913年（大正2年）に卒業する。
その後の1915年（大正4年）に宮内省内匠寮匠生を拝命。1919年（大正8年）には宮内技手となった。
1931年（昭和6年）には宮内技師と帝室林野局技師を兼任している。同年退官。

## 論稿
- 裝飾花壇の設計 / 現代之図案工芸. (2月号)(45) (現代の図案工芸社, 1918)